# Richtlinie 2006/118/EG
Die Richtlinie 2006/118/EG des Europäischen Parlaments und des Rates vom 12. Dezember 2006 zum Schutz des Grundwassers vor Verschmutzung und Verschlechterung ist eine europäische Richtlinie, die eine Verschmutzung des Grundwassers verhindert und/oder begrenzen soll. Dazu beinhaltet sie Kriterien zur Beurteilung des chemischen Zustands des Grundwassers, Kriterien für die Ermittlung von Trends bei der Schadstoffkonzentrationen und Maßnahmen zur Verringerung des Schadstoffgehalts im Grundwasser, etwa durch Verhinderung und Begrenzung des Schadstoffeintrages. Die Richtlinie trat am 16. Januar 2007 in Kraft und musste bis zum 16. Januar 2009 durch die EU-Länder in nationales Recht umgesetzt werden.

## Inhalt
Grundwasser wird in großem Umfang zur Trinkwassergewinnung sowie für zur Versorgung von Industrie und Landwirtschaft verwendet. Es ist der Basisabfluss für eine Reihe von Flüssen und die Grundlage für die Erhaltung von Feuchtgebieten und Flussläufen. Kontaminiertes Grundwasser ist schwerer zu reinigen als Oberflächengewässer, kann die Qualität von Oberflächenwasser, sowie die menschliche Gesundheit und Wirtschaftsunternehmen gefährden.
Diese Richtlinie ist die Umsetzung der in der Wasserrahmenrichtlinie angekündigten Maßnahmen zur Begrenzung der Verschmutzung des Grundwassers und gilt daher als „Einzelrichtlinie“ dieser Rahmenrichtlinie. Im Jahr 2013 wurde die Richtlinie 80/68/EWG über den Schutz des Grundwassers gegen Verschmutzung durch bestimmte gefährliche Stoffe durch die Wasserrahmenrichtlinie aufgehoben. Die dadurch entstandene Rechtslücke wurde durch die Richtlinie 2006/118/EG geschlossen. Die Richtlinie deckt dabei folgende Bereiche ab:
- Chemischer Zustand des Grundwassers: Ein guter Zustand ist definiert, wenn die Nitrat-Konzentration unter 50 mg/l und die Konzentrationen von Schädlingsbekämpfungsmitteln, ihrer Metaboliten und Reaktionsprodukte einzeln unter 0,1 mg/l und gesamt unter 0,5 mg/l liegen. Gleichzeitig sollen bestimmte gefährlicher Stoffe, wie Arsen, Cadmium, Blei, Quecksilber, Ammonium, Chlorid, Sulfat, Nitrit, Phosphor (allgemein)/Phosphate, Trichlorethylen und Tetrachlorethylen, sowie die elektrische Leitfähigkeit unter dem von den EU-Ländern festgelegten Schwellenwert liegen.
- Schadstoffgehalt des Grundwassers: Durch die Richtlinie wird vorgegeben, dass die einzelnen EU-Länder bis zum 22. Dezember 2008 Schwellenwerte für alle Schadstoffe, die im Grundwasser vorkommen, zumindest aber für die o. g. Schadstoffe, festlegen müssen. Die EU-Länder müssen signifikante Schadstoffkonzentrationen und einen stetig steigenden Trend durch ein entsprechendes Überwachungsprogramm ermitteln und ggf. Ausgangspunkte zur Trendumkehr (Reduzierung der Schadstoffkonzentrationen) festlegen.
- Verhinderung und Begrenzung des Eintrags von Schadstoffen: Durch Maßnahmenprogramme (gem. Wasserrahmenrichtlinie) muss der indirekte Eintrag aller Schadstoffe für jedes Einzugsgebiet verhindert werden. Die betrifft insbesondere die in Anhang VIII der Wasserrahmenrichtlinie aufgeführten Schadstoffe, aber auch nicht als gefährlich eingestuften Schadstoffe, von denen eine Gefahr der Verschmutzung ausgehen kann. Für den Fall, dass keine anderen EU-Vorschriften strengere Anforderungen vorsehen, können für Schadstoffe, die in so geringen Mengen vorliegen, dass jede Gefahr ausgeschlossen werden kann, Ausnahmen getroffen werden. Dies gilt, wenn Maßnahmen die Gefahren für die menschliche Gesundheit oder die Qualität der Umwelt insgesamt erhöhen würden oder aber unverhältnismäßig kostspielig wären.

## Umsetzung in nationales Recht
Als Europäische Richtlinie ist diese Richtlinie im Bereich der EU gültig, muss aber in nationales Recht übertragen werden. In Deutschland wurde dies durch die Grundwasserverordnung umgesetzt. In Österreich erfolgte die Umsetzung durch die 98. Verordnung des Bundesministers für Land- und Forstwirtschaft, Umwelt und Wasserwirtschaft über den guten chemischen Zustand des Grundwassers.

## Anpassung
Die Richtlinie durch die Richtlinie 2006/118/EG inhaltlich angepasst.
Im Oktober 2022 präsentierte die EU-Kommission einen Vorschlag zur Anpassung der Wasserrahmenrichtlinie, der GWRL und der EQN-Richtlinie (Richtlinie 2008/105/EG). Nach interinstitutionellen Verhandlungen im Jahr 2023 soll die Anpassung im ersten Halbjahr in Kraft treten.